# 안식일 엄수주의
안식일 엄수주의 (Sabbatarianism)는 기독교안에서 십계명을 지켜야 하기 때문에 안식일을 지켜야 한다는 관점을 말한다.
일요일을 정하여 예배의 날로 준수하는 것은 첫째날을 안식일로 엄수해야 한다는 가장 순수한 형태이다.
스콜라주의적인 안식일 엄수주의가 확립된 것은 토마스 아퀴나스에 의해서이다. 안식일 엄수주의는 주일을 안식일에 대한 기독교적 대체일로 간주하며 주일을 기독교의 안식일로 지킬 것을 주장하였다.
존 칼빈은 스콜라주의적 안식일 엄수주의를 반대하여 안식일이 그리스도 안에서 성취되었으므로 폐지되었고, 일요일에 예배를 하는 것은 편의와 질서를 위한 것 뿐이라고 주장하였다.